# Revelação divina

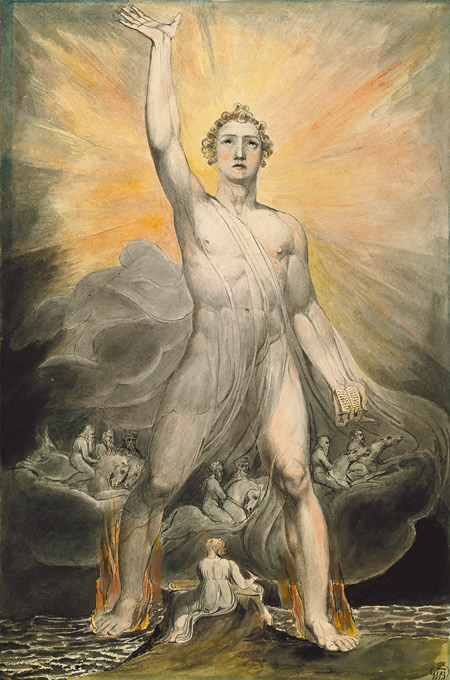
O Anjo da Revelação (de William Blake)

Revelação divina é a denominação, de modo genérico, para todo conhecimento alegadamente transmitido ao homem diretamente por um deus ou deuses (muitas vezes o meio por onde este conhecimento foi passado também é chamado assim).
A revelação é o ato de revelar ou desvendar ou tornar algo claro,  ou óbvio e compreensível por meio de uma comunicação ativa ou passiva com a Divindade. A Revelação pode originar-se diretamente de uma divindade ou por um intercessor ou agente, como um anjo ou santidade; alguém que tenha experimentado tal contato é denominado profeta.

## Descrição
Várias religiões possuem textos religiosos que as mesmas acreditam ter sido revelados por deuses ou de modo sobrenatural. Por exemplo, os judeus ortodoxos, cristãos e muçulmanos acreditam que a Torá foi recebida de Javé no monte Sinai bíblico. A maior parte dos cristãos acredita que tanto o Antigo Testamento quanto o Novo Testamento foram inspirados por Deus. Os muçulmanos acreditam que o Alcorão foi revelado por Deus a Maomé palavra por palavra através do anjo Gabriel (Jibril). No hinduísmo, alguns Vedas são considerados Apauruṣeyā, "composições não humanas", porque teriam sido revelados diretamente, e, portanto, são chamados de Shruti, "o que é ouvido". As 15 000 páginas escritas a mão pela mística Maria Valtorta foram tidas como ditadas diretamente por Jesus, enquanto ela atribuiu o Livro de Azarias a seu anjo da guarda. Aleister Crowley afirmou que o Liber AL vel Legis lhe foi revelado através de um ser superior que chamava a si próprio de Aiwass.
Marcas físicas deixadas pela revelação são chamadas estigmas. Em casos raros, como o de Juan Diego Cuauhtlatoatzin, as revelações deixam marcas físicas. O conceito católico de "locução interior" fala de uma voz interior ouvida pelo receptor da revelação. 
Nas religiões abraâmicas, o termo se refere ao processo através do qual Deus revelaria, ao mundo dos homens, sua existência, sua vontade e sua Divina Providência.
Com o iluminismo na Europa, que começou em meados do século XVII, e o desenvolvimento do racionalismo, materialismo e ateísmo, o conceito de revelação sobrenatural passou a ser visto com ceticismo. No livro A era da razão (1794–1809), Thomas Paine desenvolveu a teologia do deísmo, rejeitando a possibilidade de milagres e argumentando que a revelação pode ser considerada válida somente em relação ao receptor original, e que tudo além disso seria mera fofoca.

## Tipos

### Revelação individual
Tomás de Aquino acreditava em dois tipos de revelação individual de Deus: revelação geral e revelação especial. Na revelação geral, Deus se revela através de sua criação. Através da criação, algumas verdades divinas podem ser apreendidas através do estudo empírico da natureza, física, cosmologia etc. Na revelação especial, Deus revelaria sua natureza a um indivíduo de modo sobrenatural, por exemplo através de escrituras ou milagres.
Embora alguém possa deduzir a existência de Deus e de seus atributos através da revelação geral, alguns dados especiais somente poderiam ser conhecidos através da revelação especial. 

### Revelação pública
Alguns grupos religiosos acreditam que Deus se revelou a um grande grupo de indivíduos. No Deuteronômio, Javé teria revelado os Dez Mandamentos aos israelitas no monte Sinai bíblico. No cristianismo, o livro Atos dos Apóstolos descreve o dia de Pentecostes, onde um grande grupo de seguidores de Jesus teria experimentado uma revelação em massa. O povo dacota acredita que Ptesáŋwiŋ falou diretamente com o povo quando estabeleceu as tradições religiosas dacotas. Algumas versões de uma lenda asteca falam de Huitzilopochtli falando diretamente com o povo asteca quando este chegou a Anåhuac. Historicamente, existiram muitos imperadores, líderes religiosos e outras figuras que foram deificados e tratados como se suas palavras fossem revelações divinas.

## Métodos

### Verbal
Algumas pessoas acreditam que Deus pode se comunicar com o homem através de proposições: é a revelação verbal. 

### Não verbal
Algumas escolas de pensamento acreditam que Deus pode se revelar ao homem de forma não verbal. Pessoas podem ser divinamente inspiradas, porém de uma forma não verbal.

## Em várias religiões

### Fé bahá'í
A fé bahá'í possui numerosos textos alegadamente obtidos por revelação divina. Ocasionalmente, Bahá'u'lláh escrevia pessoalmente suas revelações divinas, mas, geralmente, ele as ditava para um amanuense. Tais escritos, compondo aproximadamente 15 000 itens, são mantidos nos arquivos internacionais bahá'ís, em Haifa, em Israel.

### Cristianismo

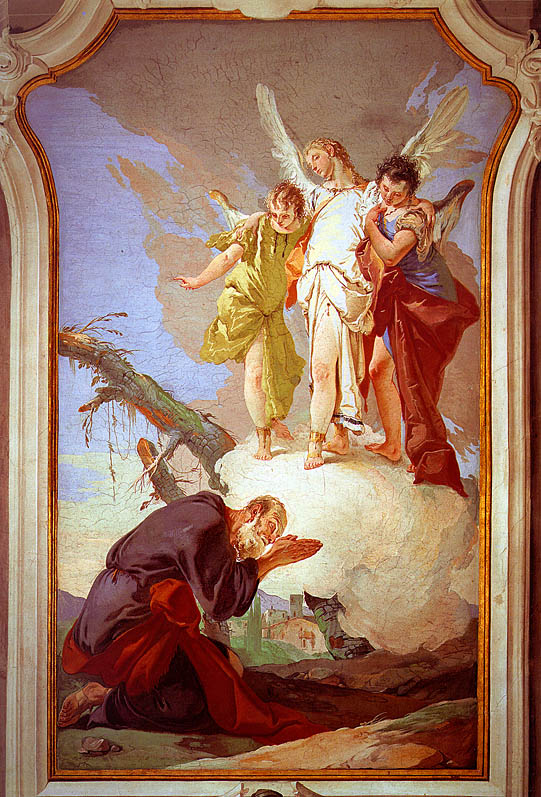
Deus revela-se a Abraão, o maior patriarca do Antigo Testamento e o "pai dos crentes".

Segundo a doutrina católica, Deus ter-se-ia revelado ao Homem, através de palavras e acontecimentos, para que o Homem possa conhecer o seu desígnio de benevolência. Esse desígnio "consiste em fazer participar, pela graça do Espírito Santo, todos os homens na vida divina, como seus filhos adotivos no seu único filho", que é Jesus Cristo. Essa infalível revelação divina, manifestada ao longo dos séculos que correspondem ao Antigo Testamento, seria plenamente realizada e completada em Jesus Cristo. A partir da ressurreição de Cristo, não será revelado mais nada aos homens até à Parusia. Mas, "apesar de a Revelação já estar completa, ainda não está plenamente explicitada. E está reservado à fé cristã apreender gradualmente todo o seu alcance, no decorrer dos séculos".
A partir daí, com a assistência sobrenatural do Espírito Santo, a Revelação imutável (ou o "depósito de fé") é transmitida ininterrupta e integralmente pela Igreja através de uma dupla Tradição (que em latim significa "entrega ou ato de confiar") indissociável , que pode ser oral ou escrita (2 Tessalonicenses 2,15; 2 Timóteo 1,13-14; 2,2):
- a Tradição oral, ou simplesmente a Tradição, que conserva os ensinamentos de Cristo aos Apóstolos. Por sua vez, eles transmitem integralmente estes ensinamentos aos seus sucessores (os bispos unidos com o Papa),[15][16] sendo que alguns deles são considerados Padres da Igreja pelo seu importante contributo na sistematização da Tradição, nomeadamente no que concerne ao desenvolvimento da doutrina, liturgia e instituições católicas;[17]
- a Tradição escrita, ou a Bíblia, é o produto do registo escrito da Tradição oral pelos quatro evangelistas e outros escritores sagrados, sempre inspirados pelo Espírito Santo. Para os católicos, a Bíblia é constituída por 73 livros, organizados no Antigo Testamento e no Novo Testamento.[15]

Ambas são intercomunicáveis, visto que "Jesus fez na presença dos discípulos muitos outros sinais, que não estão escritos neste livro", a saber, o Evangelho de São João. Além da revelação imutável completada em Cristo (também chamada de "Revelação pública"), existem ainda as aparições privadas (exemplo: as aparições marianas), que não pertencem à Revelação divina pública nem podem contradizê-la. Por isso, os católicos não são obrigados a acreditarem nelas, mesmo que algumas delas fossem reconhecidas como autênticas pela Igreja (exemplo: aparições de Fátima). O seu papel seria somente ajudar os fiéis a viver melhor a Revelação divina, numa determinada época da história.

#### Magistério da Igreja Católica e desenvolvimento da doutrina

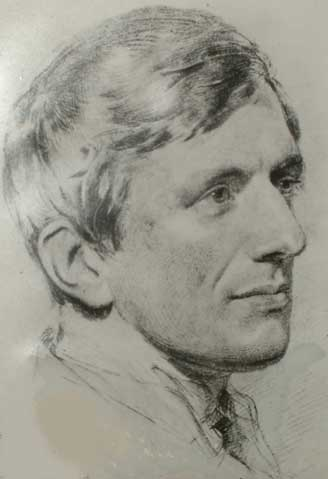
O Cardeal Newman (século XIX) refletiu muito sobre o desenvolvimento da doutrina.

A Tradição, seja ela oral ou escrita, é interpretada e aprofundada progressivamente pelo Magistério da Igreja Católica, que deve ser obedecido e seguido pelos católicos. Isto porque o Magistério é a função de guardar, interpretar, transmitir e ensinar a Tradição, que é própria da autoridade da Igreja, mas mais concretamente do Papa e dos bispos unidos ao Papa. Foi com base na sua interpretação que a Igreja escolheu os livros pertencentes ao cânon bíblico. Ela acredita que as suas verdades de fé não estão só contidas na Bíblia, querendo isso dizer que as Tradições oral e escrita "devem ser recebidas e veneradas com igual espírito de piedade e reverência".
A Igreja Católica acredita que, "apesar de a Revelação já estar completa, ainda não está plenamente explicitada. E está reservado à fé cristã apreender gradualmente todo o seu alcance, no decorrer dos séculos". Por isso, a Igreja admite o desenvolvimento progressivo da sua doutrina, bem como os costumes e a expressão da fé dos seus fiéis, ao longo dos séculos. Esse desenvolvimento doutrinal, que se acredita ser orientado pela graça do Espírito Santo, é resultante da interpretação gradual da Revelação divina (ou "crescimento na inteligência da fé"), que não se pode ser confundida com a matéria da própria Revelação, que é inalterável. Por outras palavras, o Magistério da Igreja, ao meditar e estudar a Revelação imutável, aperceber-se-ia gradualmente de certas realidades que antes não tinha compreendido explícita e totalmente.
Também por outras palavras, o facto de a única revelação de Deus destinada a todos os povos ter ficado concluída com Cristo e o testemunho que d'Ele nos dão os livros do Novo Testamento vincula a Igreja com o acontecimento único que é a história sagrada e a palavra da Bíblia, que garante e interpreta tal acontecimento, mas não significa que agora a Igreja pode apenas olhar para o passado, ficando assim condenada a uma estéril repetição. Eis o que diz o Catecismo da Igreja Católica: "No entanto, apesar de a Revelação ter acabado, não quer dizer que esteja completamente explicitada. E está reservado à fé cristã apreender gradualmente todo o seu alcance no decorrer dos séculos". 
Esta relação entre o vínculo com a unicidade do acontecimento de Revelação completada em Cristo e o progresso na sua compreensão está optimamente ilustrada nos discursos de despedida de Jesus, quando Ele declara aos discípulos: "Ainda tenho muitas coisas para vos dizer, mas não as podeis suportar agora. Quando vier o Espírito da Verdade, Ele guiar-vos-á para a verdade total, porque não falará de Si mesmo (...) Ele glorificar-Me-á, porque há-de receber do que é meu, para vo-lo anunciar". Por um lado, o Espírito Santo serve de guia, desvendando assim um conhecimento cuja densidade não se podia alcançar antes porque faltava o pressuposto, ou seja, o da amplidão e profundidade da fé cristã, e que é tal que não estará concluída jamais. Por outro lado, esse acto de guiar é «receber» do tesouro do próprio Jesus Cristo, cuja profundidade inexaurível se manifestaria nesta condução por obra do Espírito. A propósito disto, o Catecismo cita uma  frase do Papa Gregório Magno: "As palavras divinas crescem com quem as lê".
O Concílio Vaticano II indica três caminhos essenciais, através dos quais o Espírito Santo efectua a sua guia da Igreja e, consequentemente, o "crescimento da Palavra" (ou "crescimento na inteligência da fé"): realiza-se por meio da meditação e estudo dos fiéis, por meio da íntima inteligência que experimentam das coisas espirituais e por meio da pregação daqueles "que, com a sucessão do episcopado, receberam o carisma da verdade".
O processo do desenvolvimento da doutrina, que tem que ser sempre contínuo e fiel à Tradição, implica por último a definição gradual de dogmas, que, uma vez proclamados solenemente, são imutáveis e eternos. Mas, isso "não quer dizer que tais verdades só tardiamente tenham sido reveladas, mas que se tornaram mais claras e úteis para a Igreja na sua progressão na fé".

#### Revelação pública e revelações privadas

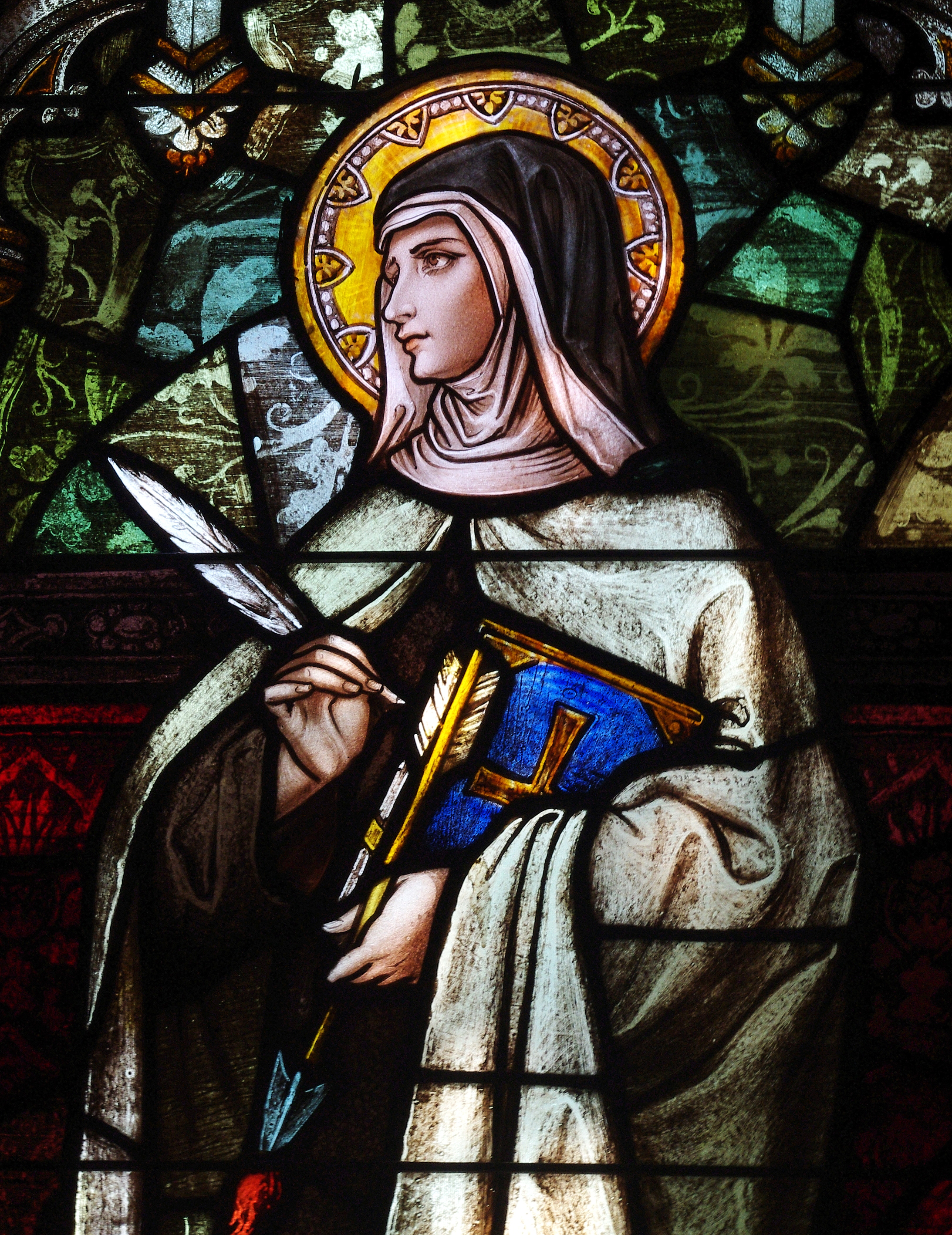
Santa Teresa de Ávila (Vitral em Central City (Kentucky, EUA)

Segundo a doutrina da Igreja Católica, existem dois tipos de revelação divina: a "revelação pública" (também chamada muitas vezes simplesmente de "revelação divina") e "revelações privadas". Entre as duas realidades existiria  uma diferença essencial, e não apenas de grau. A noção de "revelação pública" designa a acção reveladora de Deus que se destina à humanidade inteira e está expressa por escrito nas duas partes da Bíblia: o Antigo Testamento e o Novo Testamento. Segundo a doutrina católica, esta acção de Deus chama-se "revelação", porque nela Deus Se foi dando a conhecer progressivamente aos homens, até ao ponto de Ele mesmo Se tornar homem, para atrair e reunir em Si próprio o mundo inteiro por meio do Filho encarnado, Jesus Cristo. Não se trataria, portanto, de comunicações intelectuais, mas de um processo vital em que Deus Se aproximaria do homem. Porém, aparecem também depois, nesse processo, conteúdos que têm a ver com a inteligência e a compreensão do mistério de Deus. Tal processo envolve o homem inteiro e, por conseguinte, também a razão, mas não só ela. Uma vez que Deus é um só, também a história que Ele vive com a humanidade é única, vale para todos os tempos e encontrou a sua plenitude com a vida, morte e ressurreição de Jesus Cristo. Por outras palavras, em Cristo, que é Deus Filho, disse tudo de Si mesmo, e portanto a Revelação divina e pública ficou concluída com a realização do mistério de Cristo, expresso no Novo Testamento. O Catecismo da Igreja Católica, para explicar este carácter definitivo e pleno da revelação, cita o seguinte texto de são João da Cruz:
| “ | Ao dar-nos, como nos deu, o seu Filho, que é a sua Palavra — e não tem outra —, Deus disse-nos tudo ao mesmo tempo e de uma só vez nesta Palavra única (...) porque o que antes disse parcialmente pelos profetas, revelou-o totalmente, dando-nos o Todo que é o seu Filho. E por isso, quem agora quisesse consultar a Deus ou pedir-Lhe alguma visão ou revelação, não só cometeria um disparate, mas faria agravo a Deus, por não pôr os olhos totalmente em Cristo e buscar fora d'Ele outra realidade ou novidade. | ” |

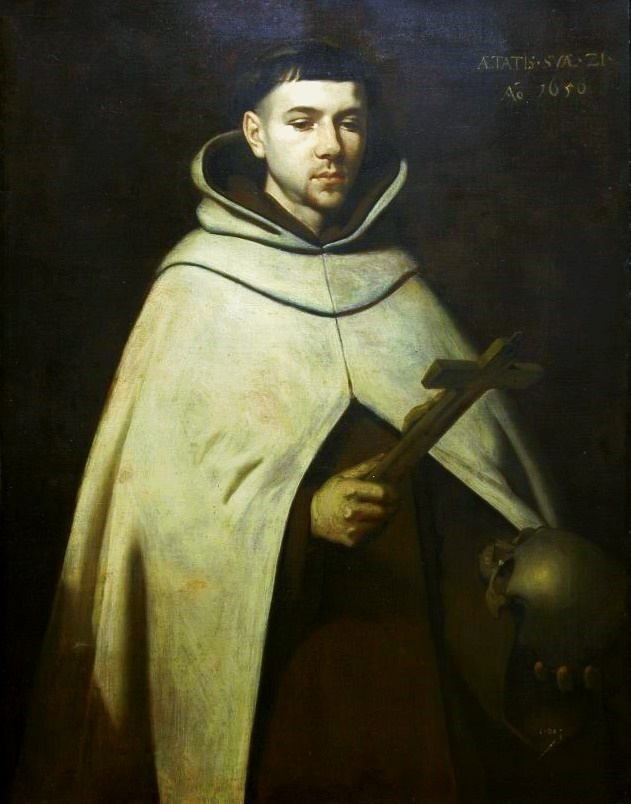
São João da Cruz

O conceito de "revelação privada" aplica-se a todas as visões e revelações verificadas depois da conclusão do mistério de Cristo e do Novo Testamento. Nesta categoria, portanto, se deve colocar a mensagem de Fátima. O Catecismo da Igreja Católica afirma que "no decurso dos séculos tem havido revelações ditas 'privadas', algumas das quais foram reconhecidas pela autoridade da Igreja. (...) O seu papel não é (...) 'completar' a Revelação definitiva de Cristo, mas ajudar a vivê-la mais plenamente numa determinada época da história" (n. 67). Isto deixa claro uma distinção simples entre a Revelação pública e as revelações privadas: 
1. a Revelação pública exige a fé dos católicos;
2. não é devida nem exigida uma adesão de fé católica às revelações privadas; nem isso é possível.[30]

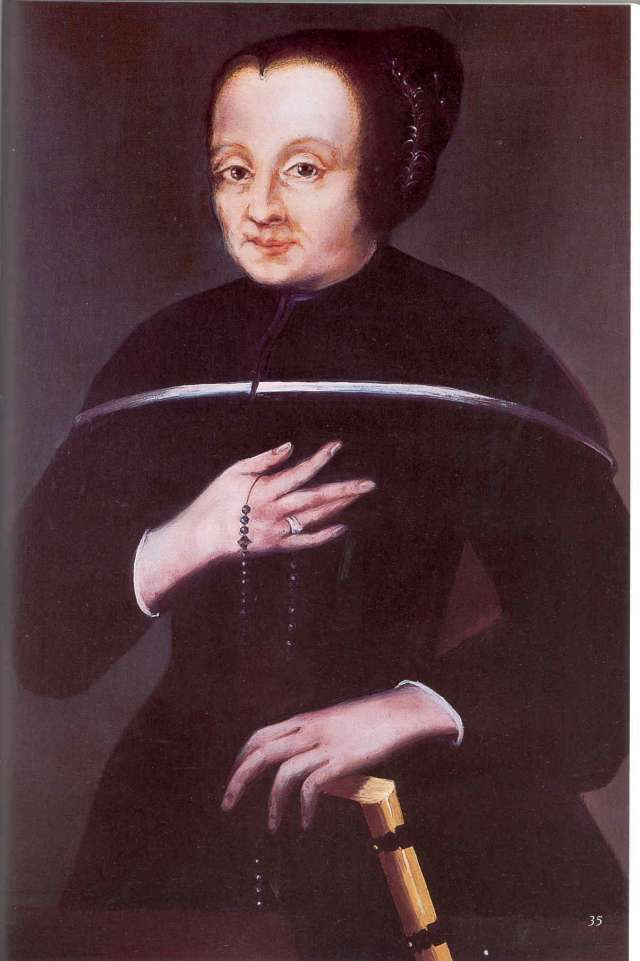
Maria Anna Lindmayr foi uma mística alemã que alegou receber revelações das almas do purgatório.

Assim disso, o critério para medir a verdade e o valor duma revelação privada é a sua orientação para o próprio Cristo. Segundo a Igreja Católica, quando uma revelação privada se afasta de Cristo e da Revelação pública, quando se torna autónoma ou até se faz passar por outro desígnio de salvação, substituindo o Evangelho, então ela certamente não provém do Espírito Santo, que guia a Igreja no âmbito do Evangelho e não fora dele. Isto não exclui que uma revelação privada realce novos aspectos, faça surgir novas formas de piedade popular ou aprofunde e divulgue as já existentes. Mas, em tudo isso, deve tratar-se sempre de um alimento para a fé, a esperança e a caridade, que são, segundo os católicos, o caminho permanente da salvação. Por isso, frequentemente as revelações privadas provêm da piedade popular e nela se reflectem, dando-lhe novo impulso e suscitando formas novas. Isto não exclui que estas formas de piedade tenham influência também na própria liturgia, como o demonstram por exemplo a festa do Corpus Christi e a do Sagrado Coração de Jesus. Numa determinada perspectiva, pode-se afirmar que, na relação entre liturgia e piedade popular, está delineada a relação entre revelação pública e revelações privadas: a liturgia é o critério, a forma vital da Igreja no seu conjunto alimentada directamente pelo Evangelho. A religiosidade popular significa que a fé cria raízes no coração dos diversos povos, entrando a fazer parte do mundo da vida quotidiana. A religiosidade popular é a primeira e fundamental forma de "inculturação" da fé, que deve continuamente deixar-se orientar e guiar pelas indicações da liturgia, mas que, por sua vez, a fecunda a partir do coração.

#### A Igreja de Jesus Cristo dos Santos dos Últimos Dias

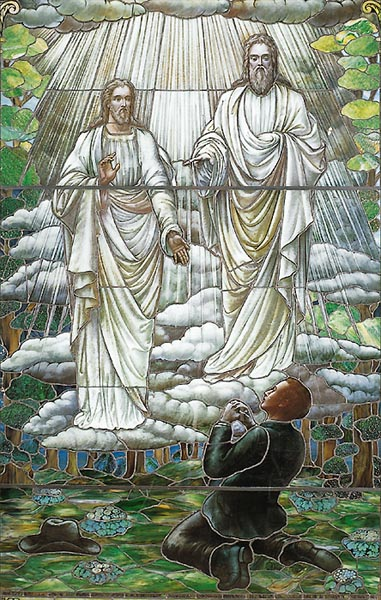
Um vitral representando a alegada Primeira Visão de Joseph Smith, em 1820

A Igreja de Jesus Cristo dos Santos dos Últimos Dias,  ou Igreja Mórmon como é habitualmente conhecida, e outras denominações aparentadas acreditam que são lideradas por um profeta, vidente e revelador vivo, que recebe as mensagens de Deus, como Abraão, Moisés e outros profetas e apóstolos receberiam antigamente. 
Os mórmons acreditam num cânone escritural aberto: em adição à Bíblia e a O Livro de Mórmon, eles possuem escrituras contendo revelações de profetas modernos, como Doutrina e Convênios e Pérola de Grande Valor. Líderes pertencentes ao Quórum dos Doze Apóstolos ensinaram, durante as Conferências Gerais, que "aquilo que foi inspirado pelo Espírito Santo será escritura". Além disso, muitos mórmons acreditam que antigos profetas em outras regiões do mundo receberam revelações que resultaram em escrituras que se perderam, mas que podem vir a ser reencontradas no futuro. Os mórmons também acreditam que a Constituição dos Estados Unidos foi divinamente inspirada.
Os mórmons acreditam que seu presidente é a única pessoa que recebe revelações para guiar toda a comunidade. Eles também acreditam que dois conselheiros da Primeira Presidência, bem como o Quórum dos Doze Apóstolos, também são profetas, videntes e reveladores.
Após o batismo, o fiel torna-se membro da igreja e recebe o "dom do Espírito Santo", sendo encorajado a desenvolver uma relação pessoal com Deus e receber uma revelação pessoal concernente a sua vida e à de sua família. Para os mórmons, a revelação de Deus está disponível para todos que a procuram honestamente, com a intenção de fazer o bem. Os mórmons também acreditam que Deus fornece revelações que auxiliam as pessoas a guiar outras que estejam sob sua responsabilidade, como um pai em relação a seus filhos, ou um pastor em relação aos fiéis de sua igreja.

### Hinduísmo

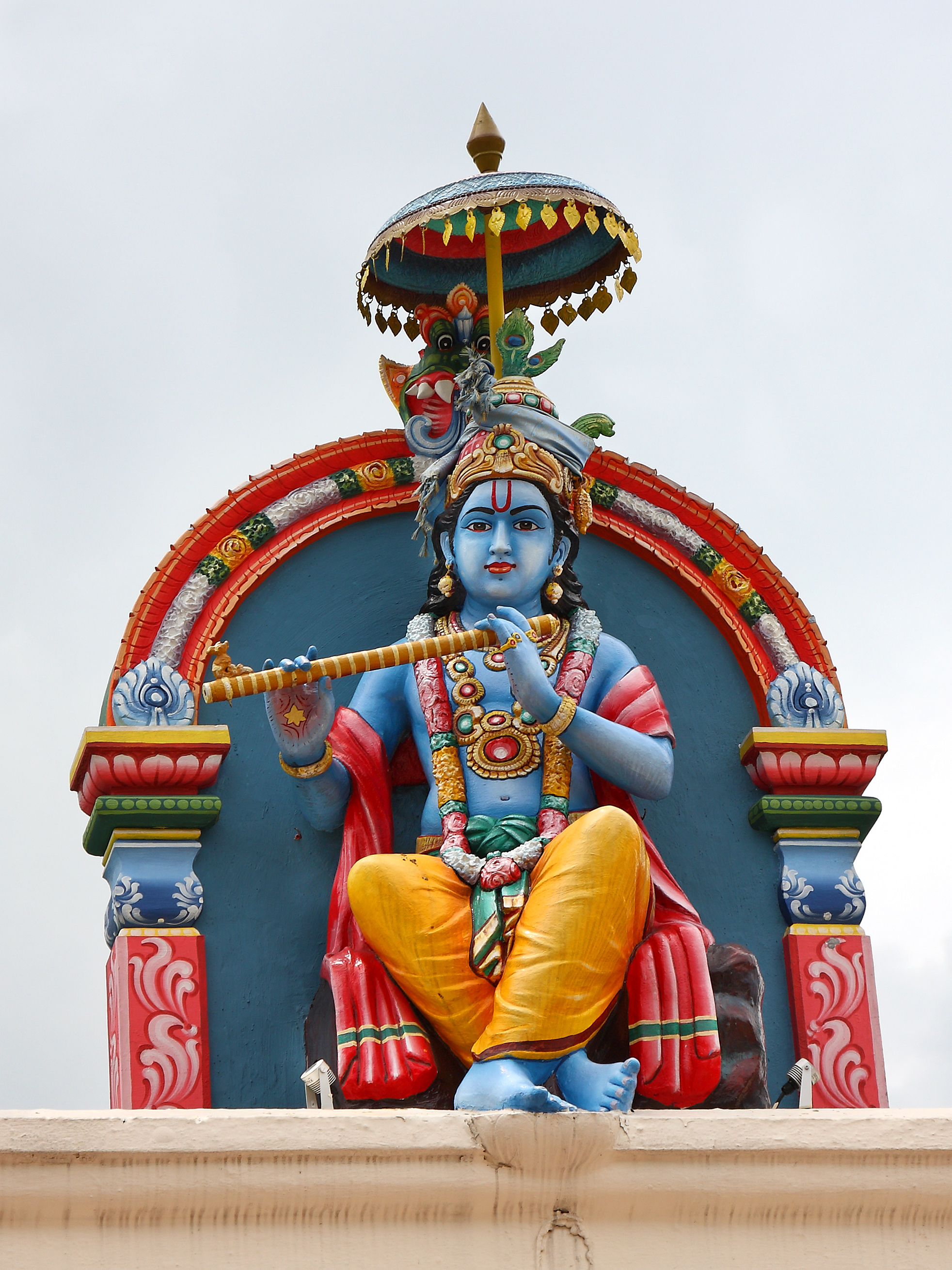
Krishna (num templo em Singapura)

Shruti ("o que é ouvido") é o termo sânscrito que designa o conjunto de textos religiosos que forma o cânone central do hinduísmo. Ele inclui os quatro Vedas, incluindo os quatro tipos de textos embutidos - os Samhita, os Upanixades iniciais. Os Śruti já foram descritos como revelação através de anubhava (experiência direta), ou como tendo origem nos antigos ríshis. Na tradição hindu, eles são referidos como apauruṣeya (não criado por humanos). Os textos Śruti asseguram que eles foram criados habilmente por ríshis (sábios) depois de inspirada criatividade, como um carpinteiro que constrói uma carruagem.

### Islamismo

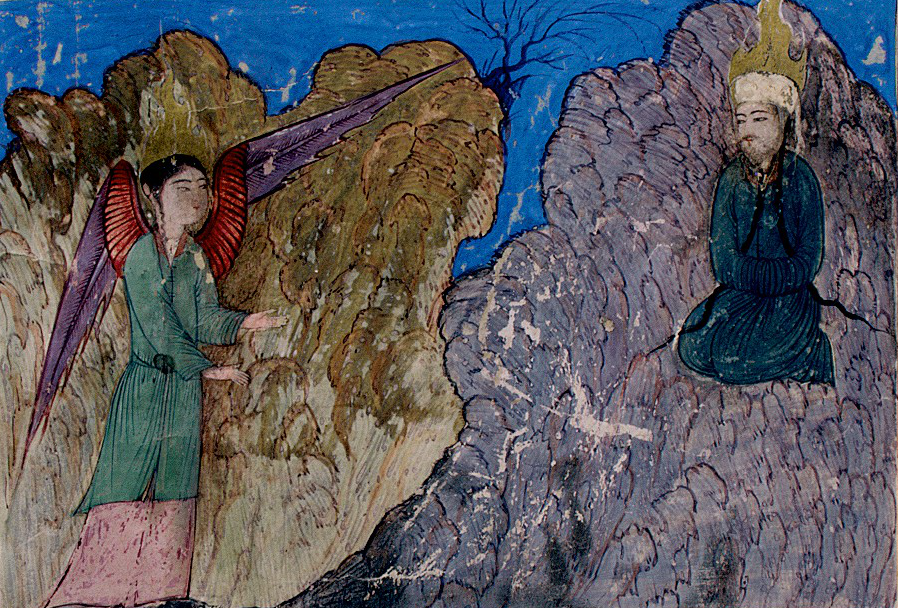
Maomé torna-se profeta com a primeira revelação, numa ilustração afegã de cerca do ano de 1425.

Os muçulmanos acreditam que Deus (em árabe, ألله, Alá) revelou sua mensagem final para toda a existência através de Maomé, via anjo Gabriel. Os muçulmanos consideram que Maomé foi o "selo dos profetas", e que o Alcorão foi a revelação final e infalível de Deus para a humanidade, válida até o fim dos tempos. Segundo os muçulmanos, o Alcorão teria sido revelado palavra por palavra, letra por letra.
Os muçulmanos acreditam que a mensagem do Islã é a mesma mensagem que foi pregada à humanidade pelos enviados de Deus desde Adão, passando por Abraão, Moisés, Davi, Jesus e finalizando em Maomé.
De acordo com a tradição islâmica, Maomé começou a receber revelações de Deus com a idade de quarenta anos, através do anjo Gabriel, e assim prosseguiu pelos 23 anos restantes de sua vida. O conteúdo dessas revelações, conhecido como Alcorão, foi memorizado e registrado por seus seguidores e compilado num único volume a partir de hafizes e pergaminhos logo após a morte de Maomé. De acordo com a teologia muçulmana, Maomé é considerado igual em importância a todos os outros profetas do islão, e fazer distinções entre eles é considerado um pecado.
Muitos acadêmicos fizeram uma distinção entre revelação e inspiração, a qual, segundo os teólogos muçulmanos, qualquer pessoa correta pode receber. Na inspiração, Deus inspira a pessoa a fazer algo. Já a revelação somente poderia ser recebida pelos profetas. A mãe de Moisés, Joquebede, é, frequentemente, citada como um exemplo de inspiração, ao ter a iniciativa de colocar seu filho num cesto e jogá-lo no rio Nilo. Outro exemplo frequente de inspiração é Agar, ao procurar água para seu filho Ismael.

### Judaísmo

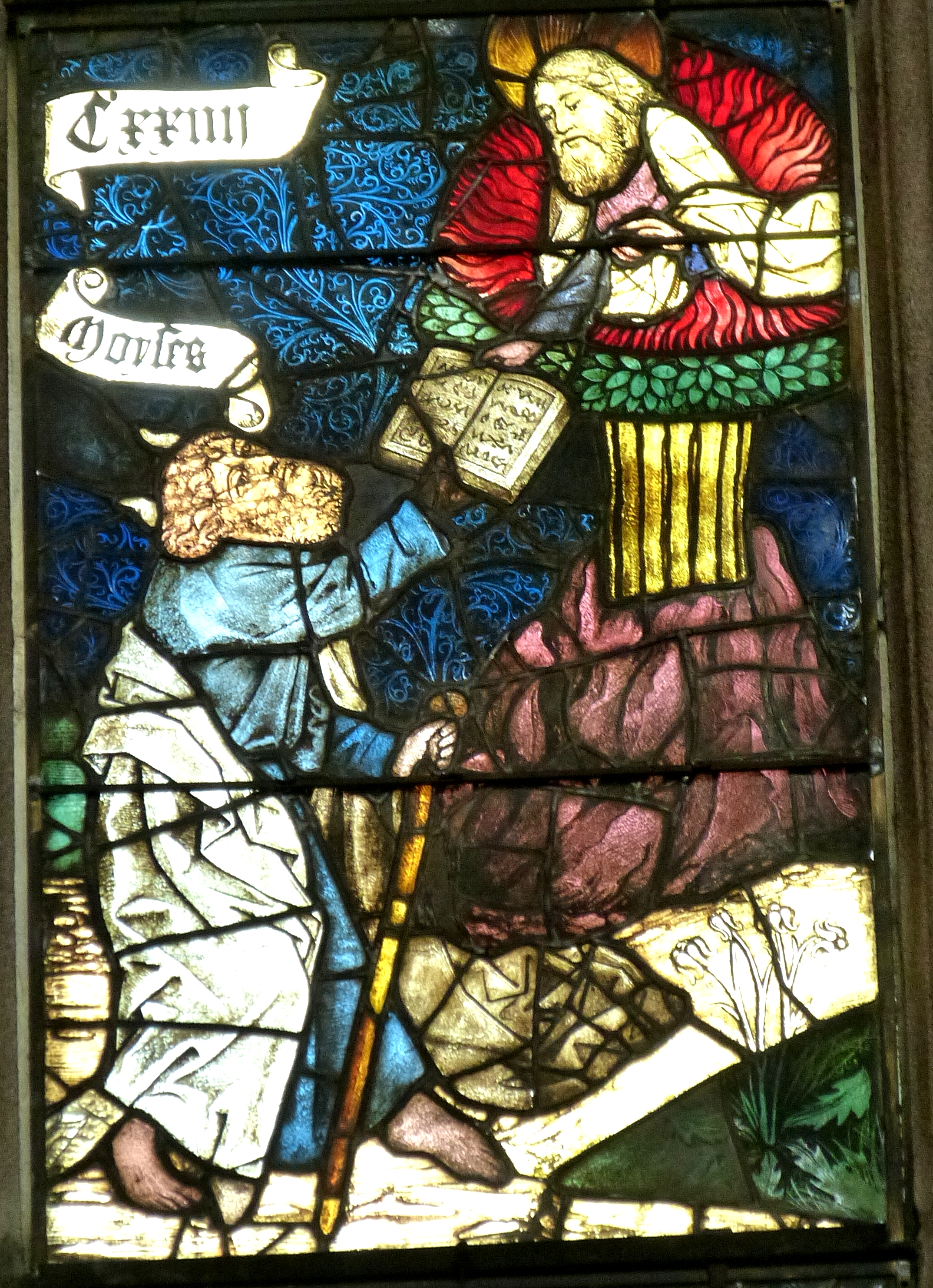
Moisés recebe de Deus as tábuas da lei (Vitral de 1480)

O termo "revelação" é usado em dois sentidos na teologia judaica: 1) no sentido de Gilluy Shekinah, uma manifestação de Deus por um ato maravilhoso que impressiona o homem através dos seus sentidos; 2) uma manifestação divina através de palavras, sinais ou leis.
No judaísmo, temas de epistemologia foram desenvolvidos por filósofos como Saadia Gaon (882–942) em seu "Livro de crenças e opiniões"; Maimônides (1135–1204) em seu Guia dos Perplexos; Hugo Bergmann, professor de filosofia na Universidade Hebreia; Yossef Dov Halevi Soloveitchik (1903–1993), erudito talmúdico e filósofo; Neil Gillman, professor de filosofia no Seminário Teológico Judaico dos Estados Unidos; e Elliot N. Dorff, professor de filosofia na Universidade Judaica dos Estados Unidos.
Um dos mais importantes tópicos da filosofia judaica moderna foi a tentativa de desenvolver uma teoria do judaísmo através do existencialismo. Um dos primeiros atores nesse campo foi Franz Rosenzweig. Sua principal obra, "Estrela de redenção", expõe uma filosofia na qual ele mostra as relações entre Deus, humanidade e mundo, e como estes estão conectados através da criação, revelação e redenção. Filósofos judeus conservadores como Elliot N. Dorff e Neil Gillman tomam a filosofia existencialista de Rosenzweig como ponto de partida para entender a filosofia judaica. Eles chegam a diferentes conclusões, no entanto.
O judaísmo rabínico e o judaísmo ortodoxo contemporâneo asseguram que a Torá (Pentateuco) existente hoje é, essencialmente, a mesma que o povo judeu recebeu no monte Sinai de Deus, quando de sua saída do Egito. As crenças de que: Deus deu uma "Torá da verdade" para Moisés (e o resto de seu povo); de que Moisés foi o maior dos profetas; e de que a lei dada a Moisés jamais será alterada são parte dos princípios de fé judaicos, de acordo com Maimônides.
O judaísmo ortodoxo acredita que, em adição à Torá escrita, Deus também revelou, a Moisés, um conjunto de ensinamentos orais chamado de Torá oral. Em adição a essa lei revelada, a lei judaica contém preceitos forjados por sábios e profetas ao longo da história judaica. O judaísmo haredi tende a encarar mesmo decretos rabínicos como sendo de origem divina, enquanto o judaísmo ortodoxo moderno tende a encará-los como mais propensos a erros humanos, embora, devido ao versículo bíblico "não se afaste de suas palavras" (Deuteronômio 17:11), eles ainda são aceitos como lei obrigatória.
O judaísmo conservador tende a encarar tanto a Torá quanto a lei oral como não revelados verbalmente. A abordagem conservadora tende a encarar a Torá como tendo sido compilada por redatores de uma maneira semelhante à hipótese documental. Entretanto, os judeus conservadores também tendem a encarar os autores da Torá como divinamente inspirados, e muitos acreditam que pelo menos parte dela originou-se de Moisés. As posições podem variar desde a posição de Joel Roth, seguindo David Weiss Halivni, de que a Torá dada originalmente a Moisés no monte Sinai foi corrompida ou se perdeu e teve de ser recompilada posteriormente por redatores, mantendo no entanto seu caráter divino e sua obrigatoriedade, até a posição de Gordon Tucker de que a Torá, embora divinamente inspirada, é um documento basicamente humano, contendo significativos erros humanos, e deveria ser encarada como o começo de um processo que continua até hoje. O judaísmo conservador encara a lei oral como divinamente inspirada, mas sujeita a erro humano.
Judeus reformistas e reconstrucionistas também aceitam a hipótese documental como a origem da Torá, e tendem a ver a lei oral como inteiramente de construção humana. O judaísmo reformista acredita que a Torá não é uma revelação direta de Deus, mas um documento escrito por ancestrais humanos, contendo a sabedoria e experiência humanas, e procurando responder à questão: "o que Deus quer de nós?" Os judeus reformistas acreditam que, embora contenha verdades essenciais sobre Deus e a humanidade, a Torá também é influenciada pela era em que foi escrita. Eles acreditam que a verdade de Deus é revelada através da interação entre Deus e humanidade ao longo da história, e que a Torá é produto, portanto, de uma revelação contínua. O judaísmo reconstrucionista nega inteiramente a noção de revelação divina.

#### Profetas
Embora o Nevi'im (os livros dos profetas) seja considerado verdadeiro e divino, isso não implica que ele deve ser interpretado literalmente. A tradição judaica sempre assegurou que os profetas usavam metáforas e analogias. O judaísmo rabínico encara Moisés como o maior dos profetas, e esse é um dos princípios de fé judaicos. Consistente com a visão de que a revelação dada a Moisés é, em geral, mais clara que a revelação dada a outros profetas, a visão ortodoxa da revelação dada aos profetas diferentes de Moisés contém orientações. Por exemplo: o Guia dos Perplexos, de Maimônides, diz que o registro da revelação no Nevi'im nem sempre é tão literal quanto na Torá, e que alguns registros proféticos são mais alegóricos que literais.
O rabino e filósofo conservador Abraham J. Heschel (1907–1972), autor de vários trabalhos sobre profecia, disse que "a inspiração profética necessita ser compreendida como um evento, não como um processo". Em sua obra "Deus em busca do homem", ele discutiu a experiência de ser um profeta. Em seu trabalho "Inspiração profética depois dos profetas: Maimônides e outros", Heschel relata a inspiração profética contínua na literatura rabínica judaica depois da destruição do templo de Jerusalém até os dias de hoje.

### Siquismo
Os siques consideram que o Guru Granth Sahib é uma revelação divina transmitida aos gurus siques. Em vários versos do Guru Granth Sahib, os gurus siques afirmam que apenas repetem o que Deus lhes mandou dizer. O guru Nanak, frequentemente, dizia, a seu ardente seguidor Mardana: "Mardana, toque o rabaab, a palavra do Senhor está descendo sobre mim".

## Revelações recentes
O milagre do Sol é, provavelmente, a mais conhecida suposta revelação em tempos recentes, mas, enquanto alguns o consideram um milagre genuíno, outros acreditam que ele foi apenas um fenômeno natural.
Em 1909, Aleister Crowley, enquanto estava no Egito, alegou ter recebido o Liber AL vel Legis, o documento fundador do thelema.

## Exemplos de revelações divinas
- Vedas
- Enuma Elish
- Teogonia
- Torá
- Bíblia
- O Livro de Mórmon
- Pérola de Grande Valor
- Alcorão
- Liber AL vel Legis